# けんびきょう座
けんびきょう座（けんびきょうざ、顕微鏡座、Microscopium）は、現代の88星座の1つ。18世紀半ばに考案された新しい星座で、顕微鏡をモチーフとしている。日本では北海道南部以南でほぼ全体を見ることができるが、領域が狭く明るい星もないことから目立たない星座である。

## 主な天体

### 恒星
2022年4月現在、国際天文学連合 (IAU) が認証した固有名を持つ恒星は1つもない。
- α星：見かけの明るさ4.890等の5等星[4]。
- γ星：見かけの明るさ4.654等の5等星[5]。けんびきょう座では最も明るく見える[5]。フラムスティード番号では「みなみのうお座1番星 (1 PsA)」[5]。
- ε星：見かけの明るさ4.708等とγ星とほぼ同じ明るさの5等星[6]。フラムスティード番号では「みなみのうお座4番星 (4 PsA)」[5]。
- AU星：りゅう座BY型変光星[7]。周囲にデブリ円盤（英語版）と太陽系外惑星が発見されている。
- AX星：太陽系から約13 光年の距離にある赤色矮星で、閃光星に分類される爆発変光星[8]。

### 星団・星雲・銀河
- NGC 6923：渦巻銀河。
- NGC 6925：渦巻銀河。

## 由来と歴史

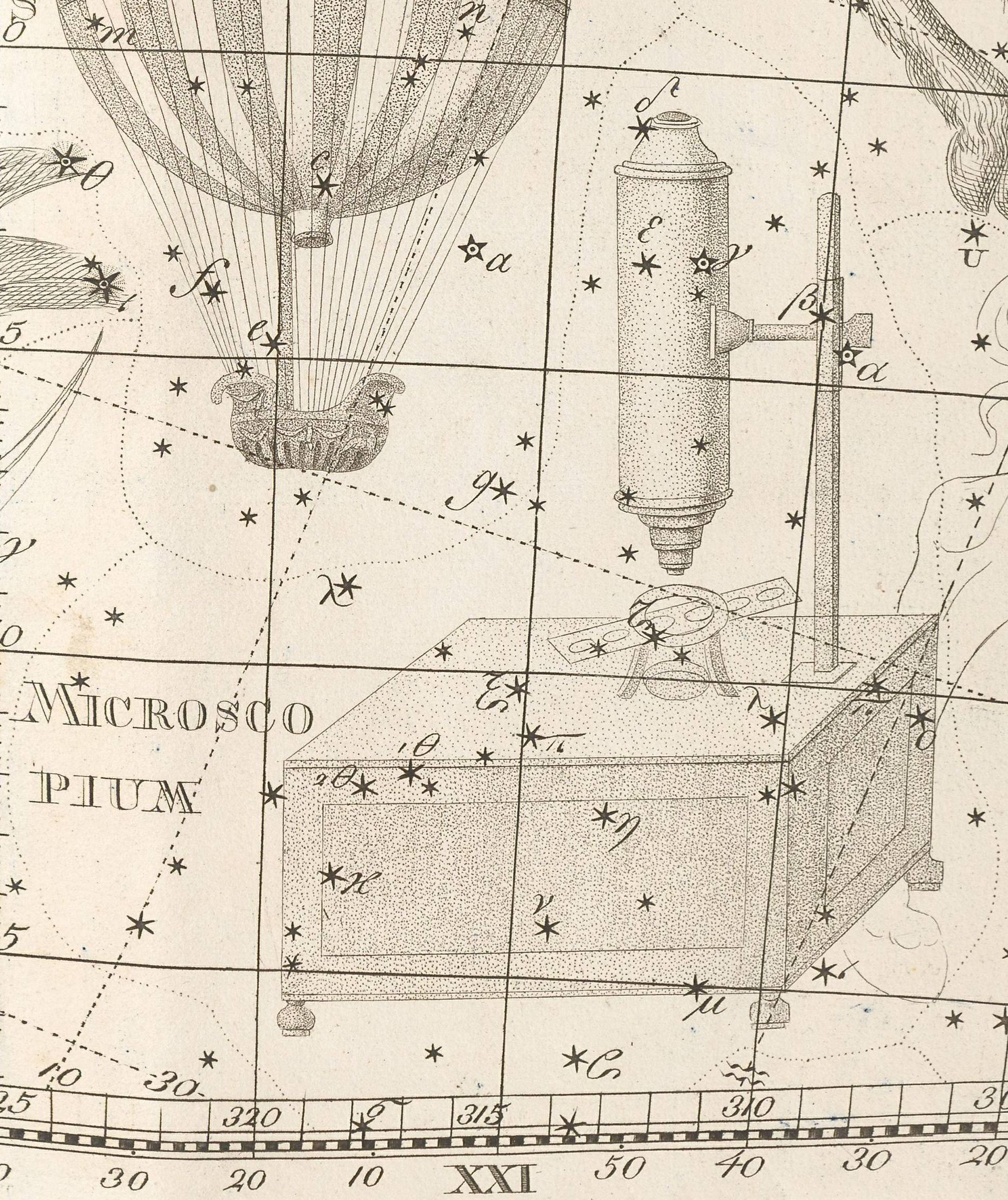
ボーデの『ウラノグラフィア』に描かれたけんびきょう座。左上に軽気球座も描かれている。

けんびきょう座は、18世紀中頃にフランスの天文学者ニコラ・ルイ・ド・ラカーユによって考案された。1756年に刊行された『Histoire de l'Académie royale des sciences』に掲載されたラカーユの星図の中で、フランス語で「le Microscope」という名称が描かれたのが初出である。のちの1763年にラカーユが刊行した著書『Coelum australe stelliferum』に掲載された第2版の星図では、ラテン語化された「Microscopium」と呼称が変更されている。みなみのうお座の西側を切り取って作られたため、みなみのうお座1・2・3・4番星は、けんびきょう座に属している。
1922年5月にローマで開催されたIAUの設立総会で現行の88星座が定められた際にそのうちの1つとして選定され、星座名は Microscopium、略称は Mic と正式に定められた。新しい星座のため星座にまつわる神話や伝承はない。
けんびきょう座の一部が、現存しない星座の1つ「軽気球座 (Globus Aerostaticus)」の一部とされたことがあった。1798年に、現在のけんびきょう座・みなみのうお座・やぎ座の境界付近にモンゴルフィエ兄弟の熱気球を記念した星座を設定するようにジェローム・ラランドから提案を受けたヨハン・ボーデは、1801年に刊行した『ウラノグラフィア』の中でこれらの星座の領域を削って軽気球座を設置した。この星図では、現在のけんびきょう座ε星が軽気球座の「a星」とされた。

### 中国
けんびきょう座の星は、二十八宿の北方玄武七宿の第二宿「牛宿」の星官に配されていた。みなみのうお座3番星がやぎ座の3星とともに天子の田を意味する星官「天田」を成していた。また不明の1星が星官「九坎」に配されていた。

## 呼称と方言
明治期より「顕微鏡」という訳名が使われており、明治末期以降数度行われた星座の訳名見直しでも他の呼び名が採用されることはなかった。漢字の読みは一貫して「けんびきやう」または「けんびきょう」とされ、戦後の1952年（昭和27年）7月に日本天文学会が「星座名はひらがなまたはカタカナで表記する」とした際に Microscopium の日本語の学名は「けんびきょう」と正式に定められた。これ以降は「けんびきょう」という学名が継続して用いられている。

1931年に天文同好会の編集により新光社から刊行された『天文年鑑』の第4号では「むしめがね（顯微鏡）」という呼称で紹介され、以降の号でもこの呼称が使われている。これについて天文年鑑の編集に携わっていた山本一清は、東亜天文学会の会誌『天界』1934年8月号の「天文用語に關する私見と主張 (3)」という記事の中で耳に聞いただけでは解りかねる日本語や，漢語萬能時代の夢よりさめて，純粹な日本語（耳で聞いただけで解る日本語）を採用するといふ意味の撤底に於いて，一般に賛成して頂けるものだと思ふ．としており、自らが妥当と考える星座名の一覧でも「むしめがね（顯微鏡）」という邦訳を充てていた。